# Урман, Менахем Мендл
Менахем (Миша, Мишка) Мендл Урман (ивр. מנחם מנדל אורמן‎; 23 декабря 1925, Братковцы — 8 ноября 2019, Йехуд) — советский партизан, участник войны за независимость Израиля, промышленник, автор модернизации танка Центурион, писатель.

## Биография

### Деятельность в Польше и Советском Союзе
Менахем Мендл Урман родился 25 декабря 1925 г. в с. Братковцы в Галиции самым младшим из шести детей Шломо Залмана Урмана и Леи Вайнгартен, владельцев текстильного предприятия и ресторана. В детстве переехал с семьей в г. Станиславов, где жил на ул. Галицкой, 60. С 7 до 12 лет учился в польской школе имени Адама Мицкевича в Станиславове, затем — в польской школе недалеко от Братковцев.
Обучался портняжному делу у своего дяди и в ремесленной школе Станиславова, где получил профессию слесаря. В возрасте 14 лет Урман вступил в Комсомол и стал активистом организации в своем учебном заведении, неоднократно получая от ВЛКСМ грамоты. Сразу после нападения Германии на Советский Союз получил направление комсомольской организации в Харьков, где должен был присоединиться к партизанскому отряду. Попав под бомбежку, вынужден был вернуться в Станиславов, откуда выехал в Замосць и вступил в партизанский отряд. После выполнения боевых задач был эвакуирован под Харьков, где работал на военном предприятии до захвата города немецкими войсками. Впоследствии Урман работал в колхозе под Сталинградом, эвакуировался вглубь Советского Союза, в Ташкент, где экстерном окончил школу фабрично-заводского обучения.
В Ташкенте работал до конца войны на механическом заводе им. П. Чкалова (Завод № 84), который осуществлял ремонт повреждённых на фронте самолётов Ил-2. Услышав тост «За русский народ!», произнесённый И. В. Сталиным на кремлёвском приёме 24 мая 1945 года, решил репатриироваться в Польшу. В силезском городе Ополе вступил в молодежную сионистскую организацию «Ха-шомер ха-цаир» и был принят в Объединенную партизанскую организацию в рядах которой стал готовиться к репатриации в кибуц Рамат-ха-Шофет на севере Подмандатной Палестины. Опасаясь призыва Урмана в польскую армию, руководство «Ха-шомер ха-цаир» направило его в Австрию для сопровождения евреев, желающих ехать в Палестину.

### На пути в Палестину
В австрийской коммуне Хольцхаузен Менахем Урман попал в специальный лагерь, готовивший людей к переезду в Палестину и работе в кибуце. Вскоре был принят в ряды «Хаганы» после собеседования с Шимоном Авиданом, израильским военачальником, одним из командиров «Пальмаха». В рядах «Хаганы» прошел двухмесячный курс молодого бойца в лагере под Вюрцбургом, участвовал в акциях возмездия против нацистов на территории Германии, нелегальной покупке оружия у бойцов польской армии Андерса. В лагере Берген-Бельзен, используемом после войны в качестве перевалочного пункта, Урман был военным инструктором, обучая новобранцев «Хаганы».
По прибытии в Палестину, работал в кибуце Рамат-ха-Шофет на расчистке полей от камней, возделывании фруктовых садов. Через два месяца после репатриации стал охранять автобусы по дороге в Хайфу, а с началом Войны за независимость Израиля вступил в 5-й батальон Пальмаха. Урман принимал участие в боях у Дир Аюб, боях за Шаар ха-Гай, отражении атаки легионеров у Маале ха-Хамиша, был ранен во время захвата арабской деревни Неби-Самуэль и во время взятия Шоафата.

### Деятельность в Израиле
После демобилизации Урман непродолжительное время работал на авиабазе Тель Ноф механиком. Женился на Зине, репатриантке из СССР, и поселился в районе Нахалат Ицхак в Тель-Авиве. Вскоре устроился работать на завод легких вооружений «Мафлан», где сначала занимался ремонтом гравировальных станков и впоследствии прошел путь от простого рабочего до директора департамента.
После завершения Синайской кампании (операции «Кадеш»; 29 октября — 5 ноября 1956), которая стала ответом на блокаду Суэцкого канала, Менахем Урман участвовал в ремонте египетского эсминца «Ибрахим ал-Аввал», захваченного израильтянами и принятого в состав ВМФ Израиля под именем эсминца «Хайфа». Также Урман являлся одним из участников создания гидравлической системы подачи глубинных бомб израильских военно-морских сил, пусковой рампы третьей в мире противокорабельной ракеты «Габриэль».
Начиная с середины 1960-х годов, Урман создал собственное военное предприятие в Йехуде, занимающееся обновлением, переоборудованием и разработкой деталей танков, которые впоследствии стали основой первых моделей танков «Меркава» Армии обороны Израиля, и теперь используются во многих моделях танков по всему миру. В частности, предприятие Менахема Урмана является разработчиком командирской башенки танка «Центурион». Израильская модернизация обеспечила высокую степень защиты командиру танка и обзор в 360 градусов.
Во главе своей компании Урман также участвовал в секретных инженерных разработках израильского Министерства обороны, разрабатывал вооружения в ЮАР и Швеции. Во время Шестидневной войны предприятие Урмана занималось ремонтом танков и возвращением их в строй.
В 1964 году, после 24-летней разлуки, он нашел своего брата, который жил с семьей в Лондоне.
Менахем Урман является лауреатом Президентской премии за вклад в безопасность Израиля. После распада Советского Союза и появления большого количества вооружений на международных рынках предприятие Урмана было закрыто и перепрофилировано под производство стальной кровельной черепицы.
В 2005 году вышла автобиографическая книга Менахема Урмана «Воин, предприниматель, любитель жизни», а в 2010 году вышел биографический фильм о нем.

## Фильмы
- Mу unbeatable uncle
- הגח"ל — ראיון עם מנחם [מישקה] אורמ
- חנוכת מיצג «יד לגח»ל ולניצולי השואה במלחמת העצמאות
- Menachem Urman’s birth place visit — Ukraine 2016 מנחם אורמן — ביקור מולדת